# Reginella (personaggio)
Reginella è un personaggio immaginario dei fumetti Disney creato dallo sceneggiatore Rodolfo Cimino e dal disegnatore Giorgio Cavazzano nel 1972. È una papera di origine extraterrestre che ha una tormentata storia d'amore con Paperino.

## Apparizioni
Reginella compare in cinque storie principali:
- Paperino e l'avventura sottomarina (1972) Topolino n. 873
- Paperino e il ritorno di Reginella (1974) Almanacco Topolino n. 213
- Paperino e il matrimonio di Reginella (1987) Topolino n. 1673.
- Reginella e la minaccia terrestre (1992) Topolino n. 1884
- Paperino, Reginella e il terribile Vampirione (1994, non disegnata da Cavazzano ma dallo spagnolo Antoni Bancells Pujadas) MEGA 2000 n. 456.

Le prime cinque storie, che compongono la serie originale, sono tutte sceneggiate da Rodolfo Cimino ma solo le prime quattro sono disegnate da Giorgio Cavazzano e hanno visto la luce su Topolino magazine. L'ultima del ciclo originario è stata infatti pubblicata nel 1994 sul mensile MEGA 2000. Cimino aveva intenzione di proseguire il ciclo con due ulteriori storie:
- Paperino e le tentazioni di Reginella, di cui aveva realizzato lo storyboard (pubblicato nel 2022 su Topolino Gold n. 8);
- Reginella e la giravolta di Pacificus, di cui aveva scritto solo il soggetto (pubblicato nel 2022 su Topolino Gold n. 8).

Esse non furono però approvate per la pubblicazione.
A 23 anni dalla storia precedente e cinque anni dopo la morte del suo creatore la regina di Pacificus torna nella storia in tre parti:
- Paperino e la Regina fuori tempo (2017, scritta e sceneggiata da Bruno Enna e disegnata da Giada Perissinotto) Topolino nn. 3218-3220.

In questa, e nelle successive, il legame sentimentale tra Paperino e Reginella viene definito nei dialoghi "legame somatocosmico" quando non addirittura "amicizia", probabilmente per questioni censorie dovute al fatto che Paperino è già fidanzato con Paperina. In ogni caso la forza del legame è tale da sconvolgere il clima di Pacificus, spingendo i consiglieri reali del pianeta a cancellare ai due amanti i ricordi relativi alla loro relazione onde risolvere il problema climatico.
Successivamente, tra il 2018 e il 2021, vengono realizzate tre storie di Reginella, scritte da Vito Stabile:
- Reginella e i Cristalli di Pacificus (2018, Topolino n. 3264, scritta da Vito Stabile e disegnata da Daniela Vetro)
- Reginella e il Crapulongo sbadigliante (2019, Topolino n. 3327, disegnata da Alessia Martusciello)
- Reginella e lo Specchio del sorriso (2020, Topolino n. 3360, disegnata da Renata Castellani)

In queste tre storie Paperino non compare ma altri personaggi di Paperopoli (prima Paperone e Qui, Quo, Qua, poi Nonna Papera, infine Archimede e Paperoga) visitano Pacificus e aiutano Reginella a risolvere un problema che affligge il pianeta. Al termine dell'ultima storia Reginella, trovando una foto di Paperino lasciata per errore dai visitatori, comincia a recuperare i ricordi che le erano stati cancellati.
Nell'Agosto 2021 il personaggio di Reginella fa il suo ritorno nella storia in due parti:
- L'Ultima Avventura di Reginella (2021, Topolino n. 3430, scritta da Alex Bertani e Vito Stabile e disegnata da Stefano Zanchi).

In questa storia anche Paperino, con l'aiuto di Paperone, recupera la memoria e decide di visitare Pacificus ma quando Reginella gli propone di rimanere con lei Paperino declina l'offerta affermando che sulla Terra c'è Paperina che lo aspetta. Reginella rimane con il cuore spezzato ma accetta, seppur a malincuore, la scelta di Paperino, e i due si congedano rimanendo comunque in buoni rapporti.
Si segnalano, inoltre, camei e apparizioni in storie speciali o parodie più recenti, tra cui Paperina di Rivondosa (2005), che si ispira a Elisa di Rivombrosa, in cui Reginella è la duchessa Reginella Giussani, alter ego di Clelia Bussani. Per maggiori approfondimenti si rimanda alla sezione Altre apparizioni.

## Le vicende
Nella prima storia Reginella è la sovrana di un regno sottomarino di paperi alieni, costretti a rifugiarsi sul nostro pianeta dopo un guasto irreparabile della loro astronave. Appartenenti ad una realtà fisica diversa dalla nostra (in cui, tra l'altro, il tempo scorre molto più lentamente), possono sopravvivere unicamente all'interno di una barriera trasparente (creata tramite "impulsi metafisici-transmigranti-accelerati"), sotto la superficie delle acque, evitando così ogni contatto con il mondo umano.
Paperino, in questa storia interessato alla pesca subacquea, viene più o meno casualmente catturato dai sudditi di Reginella, la quale, conosciutolo, se ne innamora, ricambiata. Paperino viene quindi "condizionato" artificialmente dagli scienziati che separano il suo corpo originale da uno nuovo idoneo alla nuova dimensione, e dimentica completamente il suo mondo. Reginella lo porta a esplorare il suo regno e, vedendolo ormai inserito nella sua nuova realtà, lo vede già come suo futuro consorte (e dunque Re). Tuttavia, la codardia di cui dà prova quando viene aggredito da un rivale geloso, dimostra alla sconfortata Reginella la totale mancanza nel papero delle qualità adatte al trono ("Ditemi, ciambellano, credete che Paperino possa diventare un buon Re?", "No, Regina! Non è nemmeno un buon suddito, non vedete?"): il papero viene quindi restituito al suo corpo originale e rimandato al suo mondo, dove viene prontamente recuperato dai nipotini, che nel frattempo lo avevano cercato assiduamente. Paperino, una volta risvegliatosi, inizialmente crede che la vicenda appena vissuta sia stata solo un sogno, ma poi so accorge di avere ancora al collo il medaglione che Reginella gli aveva donato e si rende conto di aver vissuto davvero quei momenti; dopo essere rimasto a lungo pensieroso a fissare a lungo il mare, decide di ritornare a casa assieme ai nipoti, ma prima lancia il medaglione in acqua dando così il suo addio a Reginella 
Nella seconda storia, Reginella, anche nell'intento di dimenticare Paperino, incita i suoi scienziati allo sforzo di ricongiungersi col pianeta natale. Si scopre che, allo scopo, manca un componente presente sulla terraferma, tra gli uomini. Reginella si incarica di ricuperarlo, l'unica, in virtù della sua natura regale, in grado di avventurarsi nel mondo esterno. Qui ci sarà un fugace quanto intenso reincontro con Paperino in una baita dove Paperino dedica numerose serenate a Reginella, ancora una volta brutalmente interrotto: il popolo di Reginella, pronto alla partenza, ha bisogno della presenza della sua sovrana, pena la distruzione. Paperino svegliatosi da un sonno indotto, assiste attonito all'innalzarsi del razzo verso lo spazio, conscio che, questa volta, la distanza sarà più grande e incolmabile che mai.
Toccante la poesia che Reginella dedica a Paperino e che lascia su un foglio sul tavolo della Baita - ultima tavola della storia -
Nella terza storia Reginella torna sul suo pianeta d'origine per ritrovarlo occupato da un invasore, il perfido Bingo, predatore che, coi suoi armigeri, a bordo dei perissodattili siderali, vagano nello spazio per conquistare i mondi, schiavizzare la popolazione, sfruttarne tutte le risorse, e quindi abbandonarli del tutto impoveriti. Temendo la stessa fine per il suo pianeta, e, oltretutto, insidiata sentimentalmente dal nuovo dittatore ("insopportabile buzzurro": Reginella dixit!), la piccola regina riesce nell'intento di richiamare, al di là delle distanze cosmiche, Paperino, l'unico, in quanto terrestre, in grado di opporre la violenza alla violenza, ciò che i sudditi di Reginella non sono in grado di fare. Ridotti a più miti consigli gli invasori, privati di armi e rispediti sul loro mondo d'origine ("dove dovranno finalmente lavorare per vivere"), Paperino e Reginella sembrano poter, una volta tanto, coronare il loro sogno. Sennonché, le imprese di Paperino, che col fucile caricato a sale sconfisse i nemici, sembrano avere un cattivo influsso sui giovani del pianeta, pronti a imitarlo nell'atteggiamento bellicoso ("Paperino... ehm... la sua presenza smarrisce i giovani!", "Ne va del nostro pacifico futuro"). Ancora una volta è la "ragion di Stato" a costringere Reginella a un dolorosissimo addio ("Quanto pesa, a volte, una corona!"). Paperino, addormentato e ignaro di tutto, viene così ricondotto sul pianeta Terra...
La quarta storia vede il pianeta di Reginella minacciato dal tentativo di sfruttamento turistico di un capitalista dall'aspetto porcino, che ammorbidisce le resistenze del popolo alieno blandendolo col consumismo e scavalcando così l'autorità della sovrana e del senato degli anziani. Chiamato per l'ennesima volta al soccorso, Paperino, grazie al sostegno economico di un romantico ed insolitamente generoso Paperone, raggiunge il pianeta e cerca di controllare l'equilibrio tra terrestri e indigeni. Ma l'eccessiva presenza dei primi rischia di compromettere la salute fisica dei secondi, che iniziano a soffrire di febbri acute. Per costringere gli stranieri a un rientro forzato Reginella impegna i suoi stessi poteri personali ("compendio energetico dissuadente"), sacrificando in qualche modo sé stessa: al termine della storia, prima della separazione, Paperino può vederla unicamente avvolta da un drappo nero ("Non avvicinarti, mio diletto! Non voglio che tu mi guardi!"). Tornato Paperino sulla Terra, il pianeta di Reginella è spinto in una direzione che lo allontana definitivamente dalla nostra galassia. Tuttavia è Paperone, in conclusione, a incoraggiare il nipote: non tutte le speranze di un reincontro sono perdute.
Nella quinta storia il pianeta di Reginella viene letteralmente inseguito da Vampirio, un pianeta parassita regnato dal turpe Vampirione, sovrano di un popolo con ali da pipistrello e votato alla rapina delle risorse altrui, in modo non dissimile da Bingo ma caratterizzato dallo sfruttamento a distanza tramite l'Aspiratore Siderale. Da poco ripresasi dall'enorme dispendio d'energie dovuto al compendio energetico dissuadente, che non ne ha intaccato però le fattezze, Reginella riesce a richiamare nuovamente Paperino, che grazie a un secondo aiuto dello zio raggiunge in tempo il pianeta per impedirne l'invasione. In un estremo tentativo di assicurarsi il dominio del pianeta, Vampirione ricorre al diritto di duello garantito dall'ingresso nella giurisdizione del pianeta Mogol, il cui regnante Mogolione arbitra la contesa tra Paperino e Vampirione stesso. Durante il duello, Reginella nota un tentativo di attacco scorretto di Vampirione e, pur in convalescenza, non vista ricorre alle sue residue "energie disapprovanti" per fermarlo, cadendo in uno stato comatoso e costringendo il senato degli anziani a rispedire per l'ultima volta Paperino sulla Terra onde lasciare la sovrana libera da affanni.
In Paperino e le tentazioni di Reginella, di cui esiste solo lo storyboard non essendo mai stata assegnata a un disegnatore, la regina permane in stato comatoso finché non viene guarita dal re del pianeta Magicus (a cui i ministri di Reginella si erano rivolti) che le propone di sposarlo. Al rifiuto di Reginella il re di Magicus reagisce ordinando di vincolare Pacificus finché la proposta di matrimonio non verrà accettata, poi ordina agli scienziati di renderlo più bello e attraente cambiandogli i connotati con dei fantasiosi macchinari. Reginella resta ammaliata dal nuovo aspetto del sovrano, diventato peraltro dotato nella musica e nel canto grazie a un altro macchinario, proprio nel momento in cui Paperino torna su Pacificus per ricongiungersi con l'amata. Paperino rimane sconvolto quando vede Reginella cedere al corteggiamento del sovrano di Magicus e decide, con il cuore spezzato, di tornare sulla Terra. Il piano del sovrano tuttavia fallisce e Reginella riesce a evitare il matrimonio nonché a svincolare Pacificus da Magicus, ma rimane sconvolta quando capisce, trovando il berretto di Paperino, che il suo amato è stato lì e l'ha vista con un altro.
In Reginella e la giravolta di Pacificus, di cui Cimino ha scritto solo il soggetto, Reginella decide, non per amore ma per il bene del suo popolo, di sposare il re del pianeta Belmondus, ma una cometa fa sì che Pacificus inverta la sua rotta facendolo tornare verso la Terra. Tuttavia la nuova rotta provoca disagi alla popolazione del pianeta in quanto comporta l'assenza della tramontana che su Pacificus è fonte di piogge e prosperità. Paperino raggiunge di nuovo Pacificus e si ricongiunge con Reginella, ma i senatori avvertono la regina che se non invertono la rotta sarà la rovina per il pianeta a causa dell'inaridimento dei campi. Reginella tuttavia respinge la proposta preferendo restare con Paperino. Tuttavia quest'ultimo, non volendo la rovina di Pacificus, decide di sacrificarsi partendo per la Terra mentre Reginella dorme. La rotta del pianeta viene invertita e Reginella dovrà rassegnarsi a sposare il re di Belmondus.

## Altre apparizioni
- Nella storia celebrativa 60 anni insieme con Topolino (1994), il Grillo Parlante passa in rassegna tutti i personaggi apparsi nei 60 anni di pubblicazione di Topolino, citando anche Reginella. Ricordandola, al termine della storia Paperino viene colto dalla nostalgia: tenta di nascosto di usare la macchina del tempo di Zapotec e Marlin in modo da tornare nel passato e impedirle di partire per il suo pianeta; tuttavia sbaglia ad impostare la macchina e finisce nella preistoria.[1]
- Nella storia Topolino 2000 (1994) viene fantasiosamente rappresentata la sezione fumetti della Walt Disney Italia: in una vignetta compare la caricatura-ritratto di Rodolfo Cimino che, seduto alla sua scrivania, ha, nella nuvoletta del suo pensiero, una Reginella in versione stilizzata.[2]
- In Paperina di Rivondosa (2005) di Silvia Ziche, parodia della serie televisiva Elisa di Rivombrosa, Reginella interpreta la duchessina Reginella Giussani, cugina del re Paperone, che tenta in un primo momento di far invaghire di sé Paperino.
- Fa un cameo nella storia Brigittik e il terribile 2 di picche.
- Appare, insieme a tanti altri personaggi, sulla copertina del numero 3000 di Topolino.